# Храм Ваньшоу

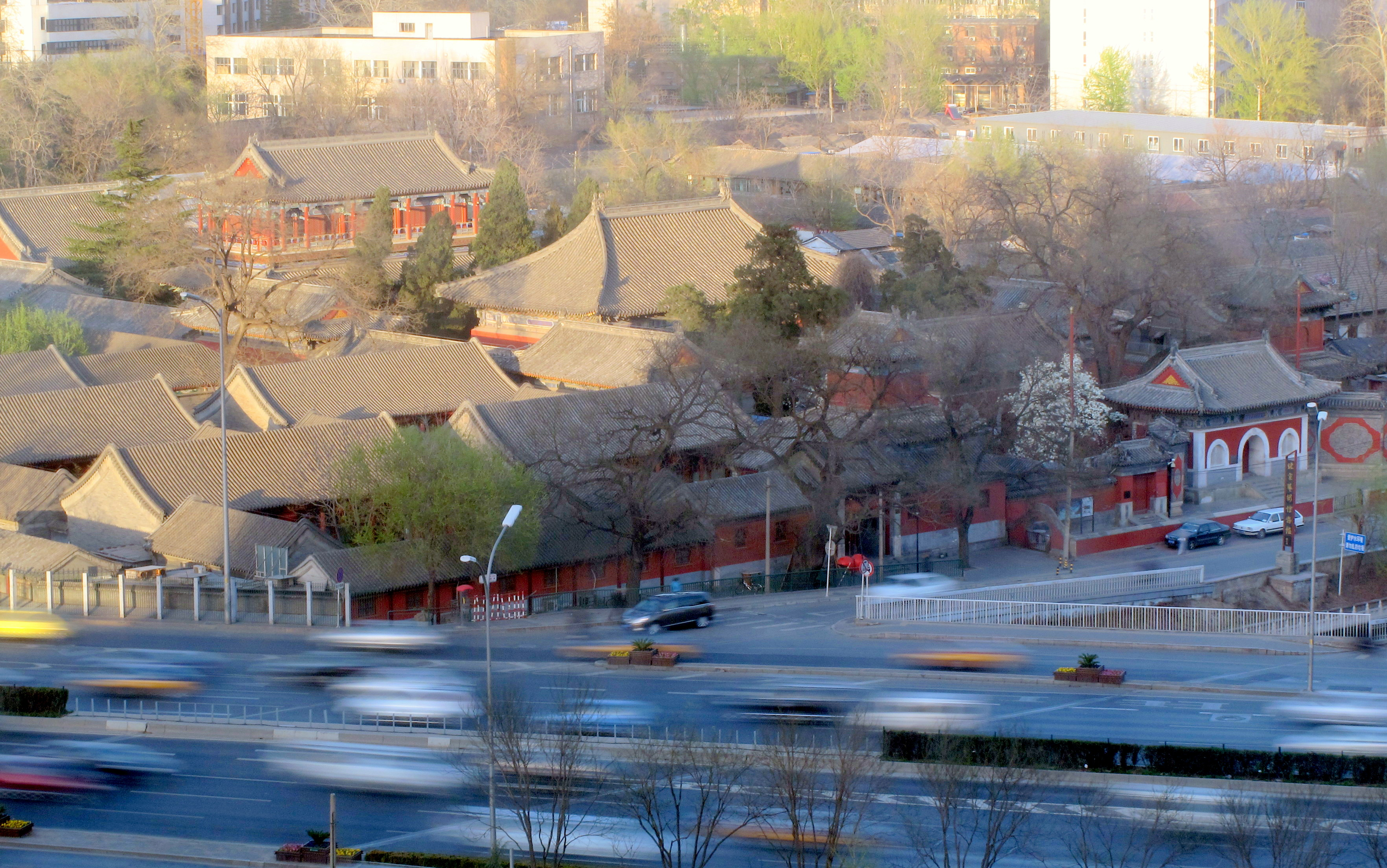
Храмовий комплекс Ваньшоу

Храм Ваньшоу (кит. спр. 万寿寺, піньїнь: wanshou si, акад. Ваньшоу си, буквально «Храм Вічного Довголіття») — храм на вулиці Сучжоу Цзе в Пекіні. Крім того, зараз у будівлі храму розташований Пекінський Художній музей.
Побудований в 1577 р. при імператорові Мін Ваньлі; при династіях Мін і Цін в храмі члени імператорської родини відмічали релігійні свята.
Храм став одним з найвідоміших у Пекіні, і в серпні 1979 названий «Ключовим культурним надбанням для збереження». Пекінський художній музей, розміщений у храмі зберігає рідкісні культурні реліквії, яшмові і бронзові статуетки часів Шан-Інь і Чжоу (XVII—III століття до н. е.), також: порцеляна, фаянс, емалі, різьблені лакові вироби, різьблені слонові бивні, різьблення по дереву і багато що інше; всього в колекції близько 70 тис. предметів.
Музей славиться малюнками і каліграфією часів Мін з 1368 року і Цін; вишивкою часів Мін і Цін і колекцією китайських і зарубіжних монет. Сучасне Китайське, Японське і взагалі азійське художнє мистецтво також представлене в музеї.

## Ресурси Інтернету
- Вікісховище має мультимедійні дані за темою: Храм Ваньшоу

## Галерея

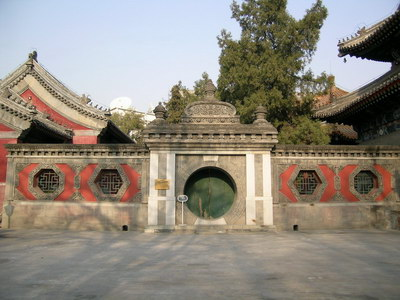
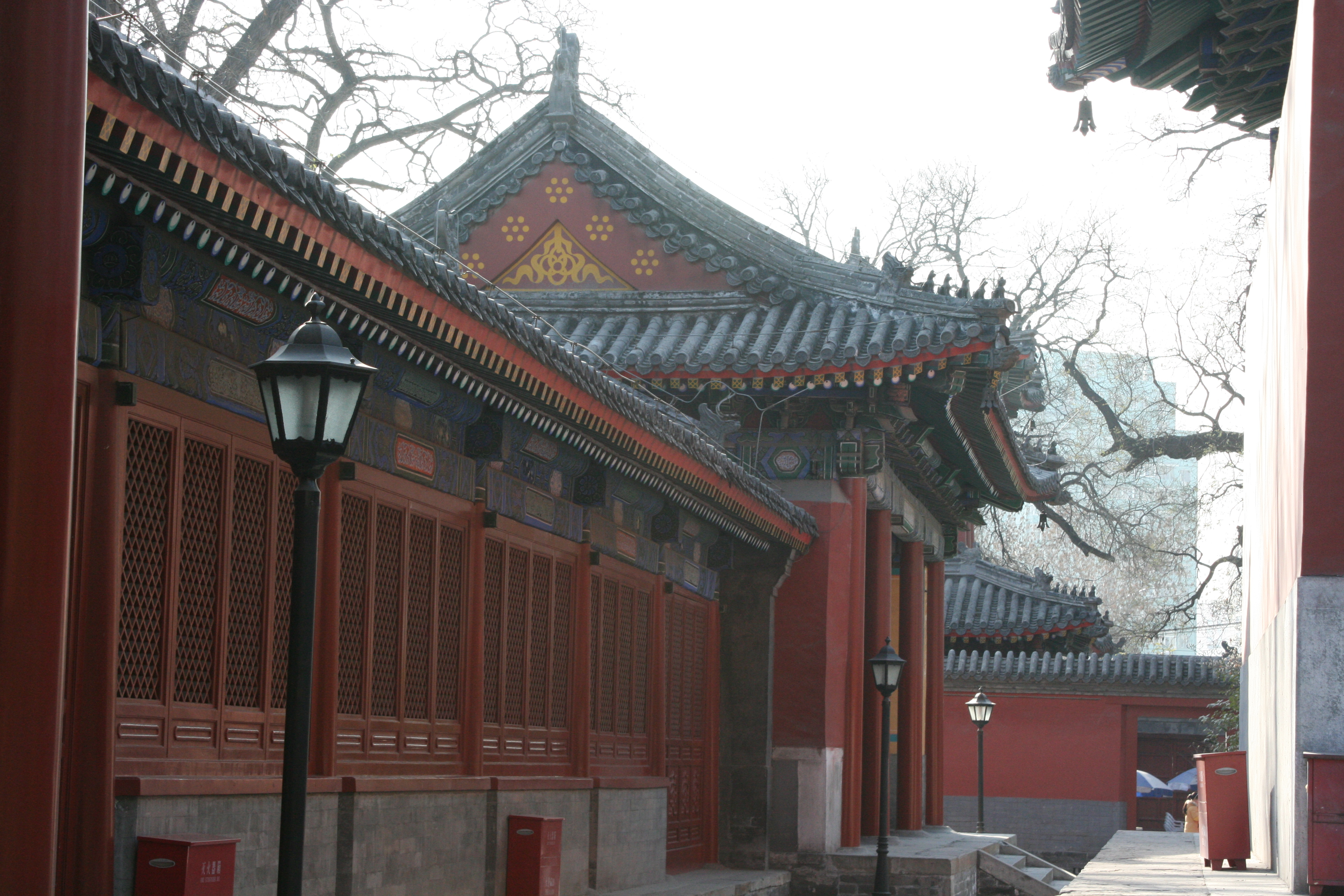
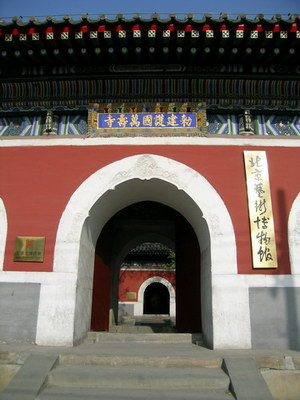
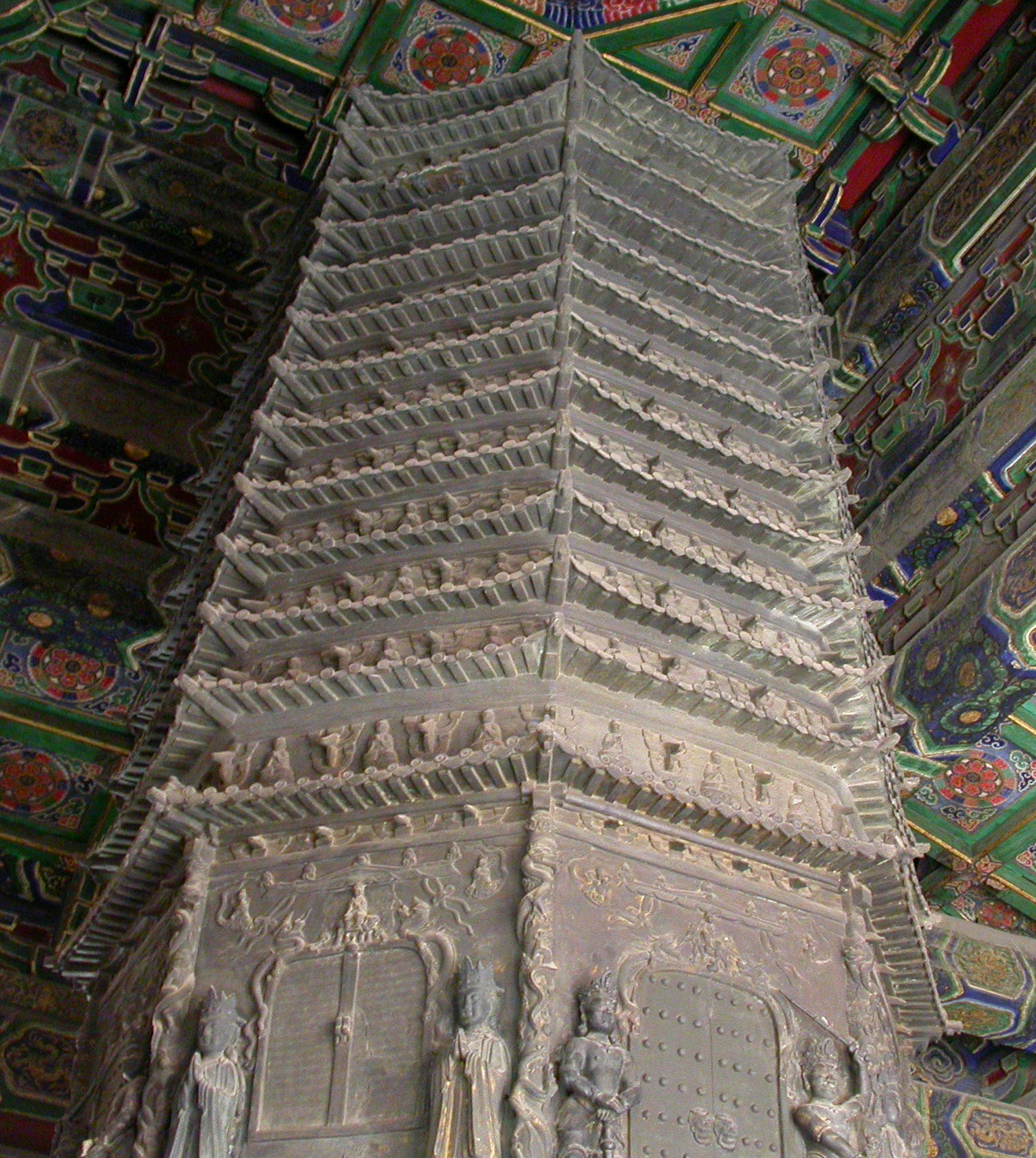
Пагода, розташована в одному із залів